# Birrwil
Birrwil es una comuna suiza del cantón de Argovia, situada en el distrito de Kulm. Limita al norte con las comunas de Leutwil y Boniswil, al este con Meisterschwanden, al sur con Beinwil am See y Reinach, y al oeste con Zetzwil.